# بنات/بنات/أولاد
بنات/بنات/أولاد (بالإنجليزية: Girls / Girls / Boys)‏ هي أغنية لفرقة الروك الأمريكية بانيك! آت ذا ديسكو. صدرت يوم 8 أكتوبر 2013 كثالث أغنية منفردة بألبوم الاستوديو الرابع للفرقة «غريب جدا ليعيش، نادر جدا ليموت!». صدر الفيديو الموسيقي للأغنية الذي أنتجه «ديجاي براونر» في اليوم التالي. صعدت للرتبة 31 على لائحة أغاني الروك الساخنة لمجلة بيلبورد، كما أنها كانت آخر أغنية منفردة تصدرها الفرقة قبل مغادرة عازف الطبول سبينسر سميث الفرقة.

## الكتابة والتأليف
كتب الأغنية برندن يوري و دالون ويكس. وصفت الكلمات بأنها «لاذعة» وقريبة من اختراق حدود الطابوهات، بحيث تتحدث الأغنية عن علاقة حب ثلاثية تعقدها توجهات جنسية مختلفة، كما أنها مستوحاة من تجارب يوري السابقة مع المثلية وازدواجية الميول الجنسية. في لقاء مع مجلة Paper صرح يوري بأن الفيديو عبارة عن إعادة تخيل لأحداث أول تجربة علاقة جنسية ثلاثية له.
قورن عازف غيتار البيس في الأغنية دالون ويكس بعازف البيس جون تايلر لفرقة دوران دوران.
في دجنبر 2013 علق ويكس في مقابلة مع مجلة Bassplayer على عزف البيس في الأغنية؛
"كتبت أغنية وحدي، ولم يرد أحد أن يستعملها بالألبوم. كنت في الحقيقة سأعطيها لأحد أصدقائي في فرقة نيون ترييز ليستعملها. لكن بعدما استمررنا في الكتابة حاولت أن أجد أكثر شيء أحببته في الأغنية، فأدركت أنه عزف البيس. فأخدته من الأغنية وانتهينا بكتابة أغنية مختلفة تماما باستعماله." 

## فيديو موسيقي
صدر الفيديو الموسيقي ل«بنات/بنات/أولاد» الذي أخرجه «ديجاي براونر» بعد يوم من صدور الأغنية.  أشار يوري إلى أنه استوحى فكرة الفيديو من الفيديو الموسيقي لأغنية «أنتايتلد (هاو دوز إت فيل)» للمغني د'انجيلو'س، بحيث تظهر في كلا الفيدوين خلفية سوداء ويتكونان كلاهما من مشهد واحد مستمر، كما يظهر فيهما ذكر عار يتغير البعد البؤري للكاميرا ليكشف عن جسده أكثر فأكثر ثم يتوقف قبل كشف منطقة العانة. صدرت نسخة مخرج من الفيديو يوم 28 يوليوز 2014 وكانت مطابقة الفيديو الأصلي، إلا أنها تتضمن مرأتين في نهاية الفيديو تقبلان بعضهما وتلمسان جسم يوري.

## أداء اللوائح
| اللائحة (2013)                                     | أعلى رتبة |
| -------------------------------------------------- | --------- |
| هوت روك سونغز (بيلبورد) الولايات الأمريكية المتحدة | 31        |

## شواهد
| المنطقة                                                      | الشهادة | المبيعات |
| ------------------------------------------------------------ | ------- | -------- |
| الولايات المتحدة الأمريكية (رابطة صناعة التسجيلات الأمريكية) | ذهب     | 500000   |